# Trichobius robynae
Trichobius robynae är en tvåvingeart som beskrevs av Peterson och Hurka 1974. Trichobius robynae ingår i släktet Trichobius och familjen lusflugor.
Artens utbredningsområde är Puerto Rico. Inga underarter finns listade i Catalogue of Life.